# Вища медична школа Ганновера
Ганноверська медична школа (MHH) — університет у Ганновері, де викладається медицина та стоматологія. Окрім біохімії та біомедицини, також можна пройти курси післядипломної освіти, наприклад, науки про здоров'я. Клініка Ганноверської медичної школи є лікарнею максимальної медичної допомоги з надрегіональною зоною обслуговування.

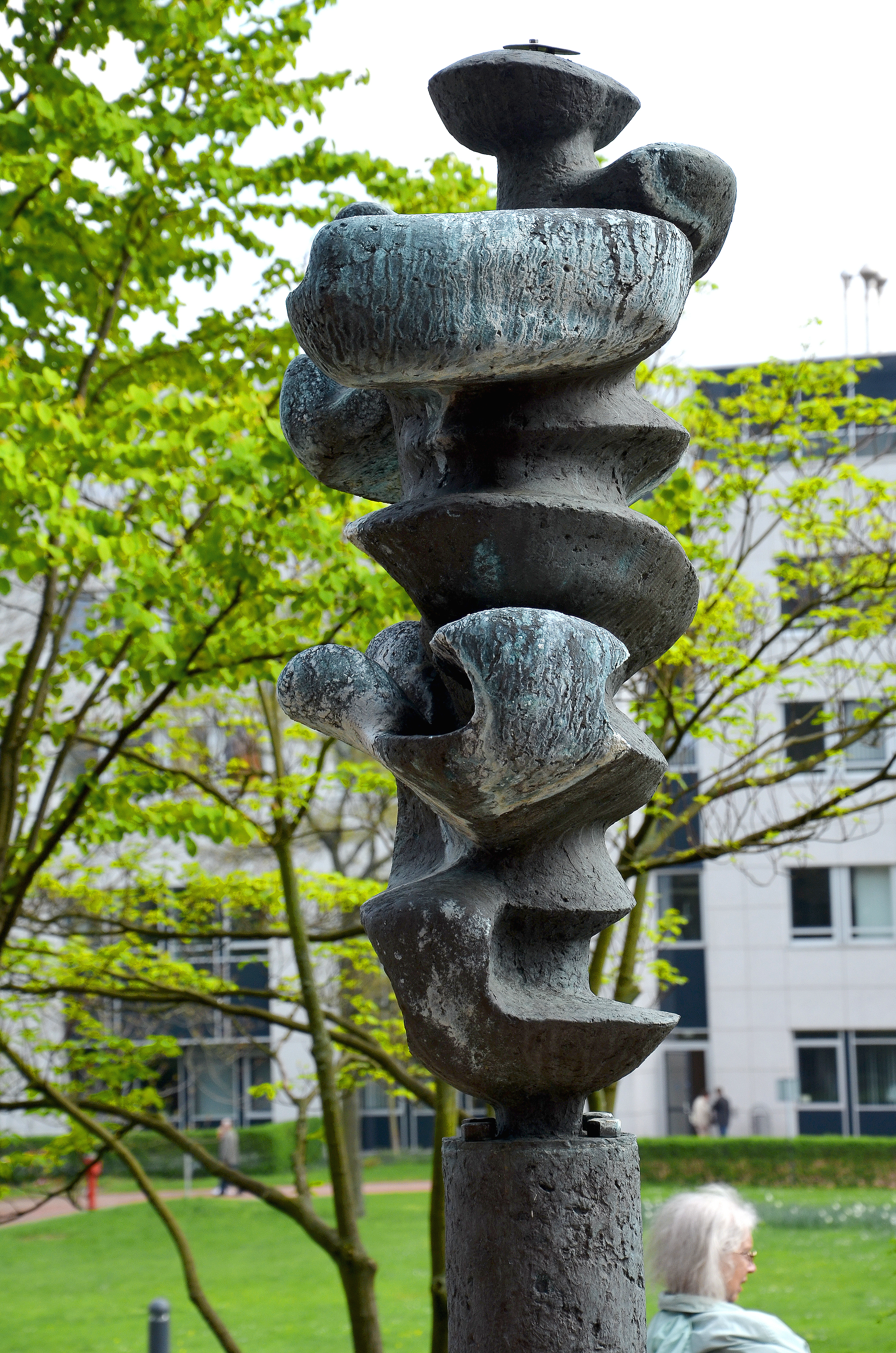
Нереїда Курта Лемана з 1978 року для захисту потерпілих від корабельної аварії в парку MHH

## Історія
План створення другого медичного факультету в Нижній Саксонії поруч із Геттінгенським університетом був створений у 1961 році. Ректором-засновником Ганноверської медичної школи був терапевт з Геттінгена Рудольф Шен (1964—1967). Першим ректором, якого обрали був терапевт Фріц Гартман. Наукова рада рекомендувала побудувати сім нових медичних навчальних закладів у Німеччині.
Але ці нові заклади мають не лише розвантажити існуючу матеріально-технічну базу, а й використовувати їх для реалізації ідей реформ у підготовці нових лікарів. Згідно з цією ідеєю, організаційна структура відхиляється від структури класичного університету і більше базується на структурі відділів американських університетів. Відділи були віднесені до центрів, які, у свою чергу, згруповані в чотири секції (доклінічні предмети, основні клінічні предмети, додаткові клінічні предмети, клінічно-теоретичні предмети).
Як академічна та клінічна установа було обрано девіз In necessariis unitas, in dubiis libertas, in omnibus caritas, з яким ідеали та цілі мають бути окреслені як зобов'язання та завдання. Тому слова unitas libertas caritas також можна знайти в академічному логотипі університету, на посаді ректора та на печатці. Як і горельєф у будівлі клінічного навчального закладу, його спроектував скульптор Курт Леман (1905—2000).
Майже через чотири роки після заснування, у 1965 році почалося навчання, навчався 41 студент. Через недостатню кількість місць уроки спочатку проводилися в міській лікарні Остштадт у Ганновері. Тоді ж було закладено перший камінь, а потім зведено нові будівлі на площею близько 400 000 квадратних метрів у Родербрузі. До 1978 року тут були побудовані всі важливі об'єкти, такі як центральна поліклініка, дитяча поліклініка, клініка стоматології, щелепно-лицевої медицини, бібліотека, різні лабораторні корпуси, навчальні корпуси та лекційні аудиторії, а також адміністрація, житлові будинки та гуртожитки. Лише останніми роками було додано ще одну будівлю, в якій з 2004 року розташована жіноча консультація та центр трансплантології та досліджень " Рудольф Піхльмайр ". Відділення пластичної хірургії, хірургії кисті та реконструктивної хірургії було пеерміщене з клініки Oststadt-Heidehaus до клініки MHH на прикінці 2006 року.
З 1973 по 1997 рік університет керував Ганноверським дослідницьким реактором, ядерним реактором для виробництва радіоактивності для ядерної медицини.
Університет створений як кампус, з ортопедією в Annastift лише одне відділення, розташоване у зовнішній лікарні.
Перетворення на базовий університет неодноразово обговорювалося.

## Ректори та президенти
у хронологічному порядку
- 1964—1967: Рудольф Шен
- 1967—1969: Фріц Хартман
- 1969—1971: Ганс-Штефан Стендер
- 1971—1973: Хайнц Хундесхаген
- 1973—1975: Гельмут Фабель
- 1975—1977: Хайнц Хундесхаген
- 1977—1979: Еллен Сміт
- 1979—1985: Хайнц Хундесхаген
- 1985—1989: Клаус Александер
- 1989—1993: Хайнц Хундесхаген
- 1993—1997: Рейнхард Пабст
- 1997—1999: Карл Мартін Кох
- 1999—2004: Горст фон дер Хардт
- 2004—2013: Дітер Біттер-Зюрманн[11]
- 2013—2018: Крістофер Баум
- з 2019: Майкл П. Маннс

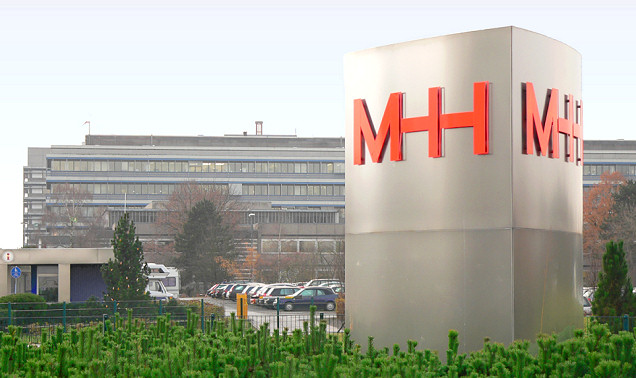
Вхідний пілон біля головного входу

З моменту заснування викладачі та студенти працювали разом «у невеликих групах біля ліжка». У цьому підході, з посиленими новими правилами ліцензування для лікарів, MHH дотримується успішної концепції з новою моделлю навчання HannibaL (Ганноверська інтегрована, орієнтована на роботу та адаптована навчальна програма).
Всього в зимовому семестрі 2016 р. навчалося 3423 студенти, з них 2180 жінок (63,7 %), зарахованих з 82 країн. 490 учнів (14.3 %) мали закордонний паспорт. Найбільше вивчали медицину (2059), потім стоматологію (522).

Студенти-медики повинні завершити свій останній курс у ординатурі в університетській лікарні або академічній навчальній лікарні свого університету. Студенти можуть завершити практичний рік у понад 50 навчальних закладах.
Курси
- Медицина (державна експертиза)
- Стоматологія (державний іспит)
- Біомедицина (магістр наук)
- Біохімія (M.Sc.)
- Додатковий курс «Медицина населення та охорона здоров'я» (Охорона здоров'я)
- Аспірантура " Молекулярна медицина "
- Аспірантура " Епідеміологія "
- Аспірантура " Біологія інфекції "
- Аспірантура " Регенеративні науки "
- Аспірантура «Функція та патофізіологія слухової системи»
- Ерготерапія та фізіотерапія (M.Sc.)
- Акушерство (Європейський магістр наук у галузі акушерства)

Дві перші згадані магістерські програми та докторські курси знаходяться під егідою Ганноверської школи біомедичних досліджень, яка фінансується з 2006 року в рамках федеральної ініціативи передового досвіду.
Разом з Ганноверським університетом Лейбніца та Університетом ветеринарної медицини Ганновера
- Біологія (B.Sc.)
- Біохімія (диплом та бакалавр наук)
- Біомедична інженерія (M.Sc.), колишній аспірантський курс «Біомедична інженерія» було припинено в зимовому семестрі 2005/06 н.
- Докторська програма «Системні нейронауки»

Спільно з GISMA Business School, Ганновер, та Університетом Пердью, Індіана, США
- Аспірантура «Менеджмент у сфері охорони здоров'я»

### Проекти, що фінансуються третіми сторонами
У 2016 році Ганноверська медична школа витратила близько 82,5 мільйонів євро сторонніх коштів. Крім того, у Ганноверській медичній школі працюють 864 співробітники, які фінансуються ззовні.

#### Німецький дослідницький фонд (DFG)
Науковці MHH зараз залучені до спільних дослідницьких центрів Німецького дослідницького фонду (DFG):
- SFB 900: Хронічні інфекції: мікробна персистенція та її контроль
- SFB 738: Оптимізація звичайних та інноваційних трансплантатів
- SFB TRR 127: Біологія ксеногенної трансплантації клітин і органів — від лабораторії до клініки (термін дії закінчився)
- SFB 587: Імунна реакція легенів на інфекцію та алергію (термін дії минув)
- SFB 621: Патобіологія слизової оболонки кишечника (термін дії закінчився)
- SFB 566: Рецептори цитокінів і цитокін-залежні сигнальні шляхи як терапевтичні цільові структури (термін дії минув)
- SFB 599: Стійкі біорозсмоктуючі та постійні імплантати з металевих і керамічних матеріалів (припинено)
- SFB Transregio 37: Мікро- та наносистеми в медицині — Реконструкція біологічних функцій (термін дії закінчився)

DFG фінансує випускні коледжі MHH
- Pseudomonas: патогенність і біотехнологія
- Характеристика патофізіологічних моделей лабораторних тварин — функціональний та генетичний аналізи
- Взаємодія патоген-хазяїн у слизових оболонках
- Стратегії патогенів людини для встановлення гострих і хронічних інфекцій

Крім того, DFG фінансує дослідницькі групи
- Терапія стовбуровими клітинами та імуномодуляція — молекулярні терапевтичні підходи в педіатрії
- Молекулярні основи та послідовні терапевтичні підходи при гепатоцелюлярній карциномі
- Ксенотрансплантація
- Трансплантація легень
- Полісіалінова кислота: Оцінка нового матеріалу як каркасної речовини для виробництва штучних тканин

#### Федеральне міністерство освіти та досліджень
- Центр компетенції серцево-судинних імплантатів
- Мережа компетенцій щодо ревматизму
- Мережа компетенцій щодо гепатиту

### Інші напрямки досліджень
Дослідження дорожньо -транспортних пригод також знаходиться в MHH.

## Лікарня

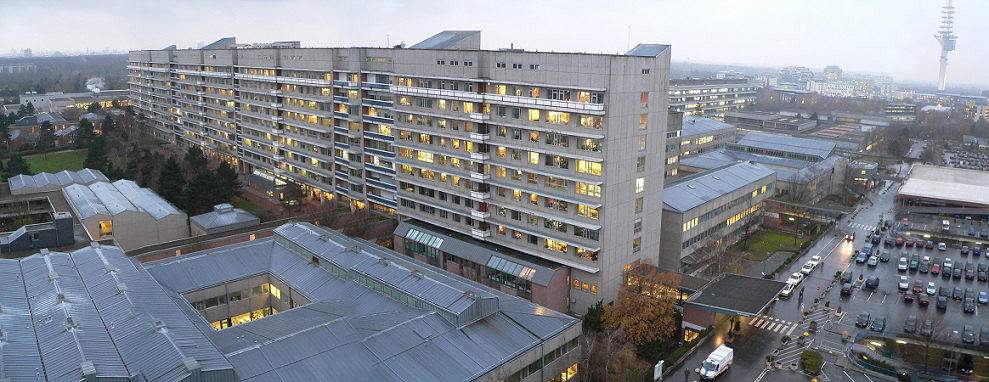
Один з блоків клініки

Клініка Ганноверської медичної школи є лікарнею з національною зоною обслуговування. Університетська лікарня має 90 палат на 1518 ліжок (2013). Інші ліжка MHH знаходяться в інших лікарнях Ганновера. У 2013 році стаціонарно проліковано 58 943 хворих. У 2013 році в 35 поліклініках амбулаторно надано 452 783 пацієнтів. MHH є найбільшим у Німеччині трансплантаційним центром. У 2012 році тут зробили 423 трансплантації.

## Пастирська клініка Євангелічно-лютеранської церкви Ганновера
Пасторська клініка є установою Євангелічно-лютеранської церкви Ганновера та робочою зоною в центрі пастирської опіки регіональної церкви. Клініка пропонує навчання, підвищення кваліфікації та підвищення кваліфікації для пасторів і церковних службовців, які працюють як душпастирські працівники в парафіях, лікарнях, в'язницях або дияконських і соціальних установах. Душпастирська клініка тісно співпрацює з MHH та іншими установами, напр. B. центр етики здоров'я та діаконічні лікарні. Керівництво клініки має офіс в офісній будівлі Центру душпастирської опіки на Blumhardtstraße 2.

## Стосунки
MHH має такі університети-партнери:
- Медичний факультет Університету Хіросіми, Хіросіма, (Японія)
- Державна медична академія, Кіров, (Росія)
- Університет Верхньої Нормандії, Руан, (Франція).
- Університет Фехта, Нижня Саксонія
- Медичний університет Варни, Болгарія

Двосторонні угоди в рамках програми Socrates/Erasmus існують з університетами Бельгії, Болгарії, Естонії, Фінляндії, Франції, Італії, Австрії, Польщі, Португалії, Іспанії та Швейцарії.

## Професори
Див.: Категорія: Викладачі університетів (Ганноверська медична школа)

## Відомі випускники
- Урсула фон дер Ляєн
- Філіпп Реслер
- Сандра Цісек